# Porta di Capua

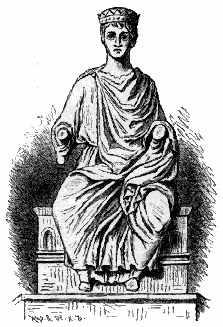
Iconografia idealizzata nella statua di Federico II: già danneggiata nel naso dal 1577, l'opera è attualmente acefala

La porta di Capua o porta delle due Torri era una monumentale architettura fortificata voluta dall'imperatore Federico II di Svevia, nel luogo del ponte sul Volturno della città fortificata di Capua che costituiva la principale porta di accesso alla provincia napoletana di Terra di lavoro per chi vi proveniva da nord.

## Storia
L'imperatore si ispirò alla monumentalità espressa dagli Archi di Trionfo di epoca imperiale, in particolare da quelli di cui il sovrano aveva diretta e recente esperienza: l'Arco di Augusto a Rimini e l'Arco di Costantino al Colosseo. La costruzione fu ordinata nel 1234 per imperio diretto di Federico II: l'opera, affidata con poteri molto ampi all'architetto Niccolò di Cicala (fl. 1218- settembre 1247), fu terminata nel 1239-1240.
Il complesso subì però due demolizioni: la prima, parziale, fu ordinata dal viceré di Napoli Fernando Álvarez de Toledo  per consentire un adeguamento del corpo di fabbrica ai principi costruttivi della fortificazione alla moderna; l'ultima, durante i bombardamenti aerei nel 1943, causò la distruzione del Ponte Romano.

## Descrizione architettonica
Da un punto di vista politico, avulsa da ogni occasione celebrativa e trionfale, l'opera esprime programmaticamente la visione imperiale dello Svevo, ponendosi come atto diretto di sfida nei confronti del vicino Stato Pontificio, con un programma iconografico intenzionalmente basato sul tema simbolico della Giustizia. Notevole fu anche la fortuna dell'opera che si pose come punto di riferimento stilistico della monumentalità trionfale successiva: essa è l'immediato precedente architettonico a cui si rifecero gli ideatori dell'Arco trionfale aragonese, voluto al Castel Nuovo di Napoli d'Aragona. 
Da un punto di vista artistico, nonostante le difficoltà di lettura e interpretazione dovute allo stato attuale dei luoghi, l'opera risulta straordinariamente significativa dell'evoluzione dell'architettura federiciana, il cui culmine sarà toccato da Castel del Monte. Ad oggi leggibili le testate superstiti del ponte e le basi poligonali delle due torri, unite in origine da un corpo architettonico intermedio, attraverso il quale, sotto una volta, vi era l'attraversamento stradale.
Al Museo Campano di Capua sono conservate molte delle statue che ne ornavano l'aspetto esteriore, soprattutto sul lato aperto a nord. Tra queste, vi è anche la statua assisa in trono di Federico II, in passato già risarcita del naso danneggiato nella demolizione del 1577, ma oggi completamente mutila della testa. Del volto si possiede oggi il cosiddetto Gesso Solari, un calco ottenuto non dall'originale, come a volte erroneamente riportato, ma da una riproduzione in gesso di Tommaso Solari (la riproduzione era sicuramente anteriore al 1799, data di morte dello scultore). 
Si possiede inoltre un ottimo schizzo del 1781, opera di Jean Baptiste Louis Georges Seroux d'Agincourt, storico dell'arte settecentesco e disegnatore dilettante dotato di talento, dal quale è tratto il disegno presentato a corredo di questo articolo.

## Testimonianze
- Nello stesso Museo provinciale è conservata copia degli Annali della Città di Capua manoscritto di Scipione Sannelli del 1571, contenente una descrizione immediatamente precedente alla demolizione vicereale.

- La migliore testimonianza grafica dell'architettura è costituita da due disegni del 1480, forse dovuti a Francesco di Giorgio Martini, denominati «porta di Chapoua» e custoditi a Firenze tra le collezioni del Gabinetto dei disegni e delle stampe degli Uffizi.